# Коморники (Свентокшиське воєводство)
Коморники (пол. Komorniki) — село в Польщі, у гміні Ключевсько Влощовського повіту Свентокшиського воєводства.
Населення — 289 осіб (2011).
У 1975-1998 роках село належало до Пйотрковського воєводства.

## Демографія
Демографічна структура на день 31 березня 2011 року:
|          | Загалом | Допрацездатний вік | Працездатний вік | Постпрацездатний вік |
| -------- | ------- | ------------------ | ---------------- | -------------------- |
| Чоловіки | 150     | 29                 | 103              | 18                   |
| Жінки    | 139     | 41                 | 67               | 31                   |
| Разом    | 289     | 70                 | 170              | 49                   |